# Cool'n'Quiet
AMD Cool'n'Quiet és una tecnologia d'escala de freqüència dinàmica i d'estalvi d'energia introduïda per AMD amb la seva línia de processadors Athlon XP. Funciona reduint la freqüència de rellotge i la tensió del processador quan el processador està inactiu. L'objectiu d'aquesta tecnologia és reduir el consum global d'energia i reduir la generació de calor, permetent un funcionament més lent (per tant, més silenciós) del ventilador de refrigeració. Els objectius de més fresc i més silenciós donen lloc al nom Cool'n'Quiet. La tecnologia és similar al SpeedStep d'Intel i el PowerNow d'AMD!, que es van desenvolupar amb l'objectiu d'augmentar la durada de la bateria del portàtil reduint el consum d'energia.

A causa del seu ús diferent, Cool'n'Quiet es refereix als xips d'escriptori i de servidor, mentre que PowerNow! s'utilitza per a xips mòbils; les tecnologies són semblants però no idèntiques. Aquesta tecnologia també es va introduir als Opterons "e-stepping", però s'anomena Optimized Power Management, que és essencialment un esquema Cool'n'Quiet reeinat dissenyat per funcionar amb memòria registrada.
Cool'n'Quiet és totalment compatible amb el nucli Linux a partir de la versió 2.6.18 (utilitzant el controlador powernow-k8) i FreeBSD a partir de la 6.0-CURRENT.

## Implementació
Per tal d'aprofitar la tecnologia Cool'n'Quiet als sistemes operatius de Microsoft:
- Cool'n'Quiet hauria d'estar habilitat a la BIOS del sistema
- A Windows XP i 2000: el perfil " Gestió d'energia mínima " dels sistemes operatius ha d'estar actiu a " Esquemes d'energia ". AMD també va llançar un controlador PPM que ho facilita.[5]
- A Windows Vista i 7: " Estat mínim del processador " que es troba a " Gestió d'energia del processador " de " Configuració avançada d'energia " hauria de ser inferior a " 100 % ".

També a Windows Vista i 7, el perfil de potència " Estalvi d'energia " permet un estat de potència molt més baix (freqüència i voltatge) que en l'estat de potència " Alt rendiment ".
A diferència de Windows XP, Windows Vista només admet Cool'n'Quiet a les plaques base que admeten ACPI 2.0 o posterior.
Amb versions anteriors de Windows, també s'han d'instal·lar els controladors del processador juntament amb el programari Cool'n'Quiet. L'última versió és 1.3.2.0.